# Borovec pri Važenberku
Borovec pri Važenberku (nemško Führholz) je naselje v Občini Velikovec v Okraju Velikovec na Koroškem v Avstriji.